# Estatuto político
No que diz respeito ao estatuto político, a lei internacional reconhece geralmente três categorias:
1. países independentes (ex: Portugal, Brasil)
2. Países com independência interna que estão sob a protecção de outro país em matérias como a defesa e os negócios estrangeiros, entre outras (ex: Antilhas Holandesas, Ilhas Faroe, Puerto Rico, Ilhas Virgens Britânicas etc)
3. Colónias e outras unidades políticas dependentes (ex: Guadeloupe, Guam, Guernsey, etc.)

Além destas categorias, existem também no mundo vários países não reconhecidos e movimentos independentistas, nacionalistas, autonomistas ou nacionalistas.

## Artigos relacionados
- Estatuto político de Taiwan